# Siteki
Siteki este un oraș situat în partea de est a statului Eswatini, la poalele munților Lubombo. Are funcția administrativă de reședință a districtului Lubombo.